# Maurits Geerardyn

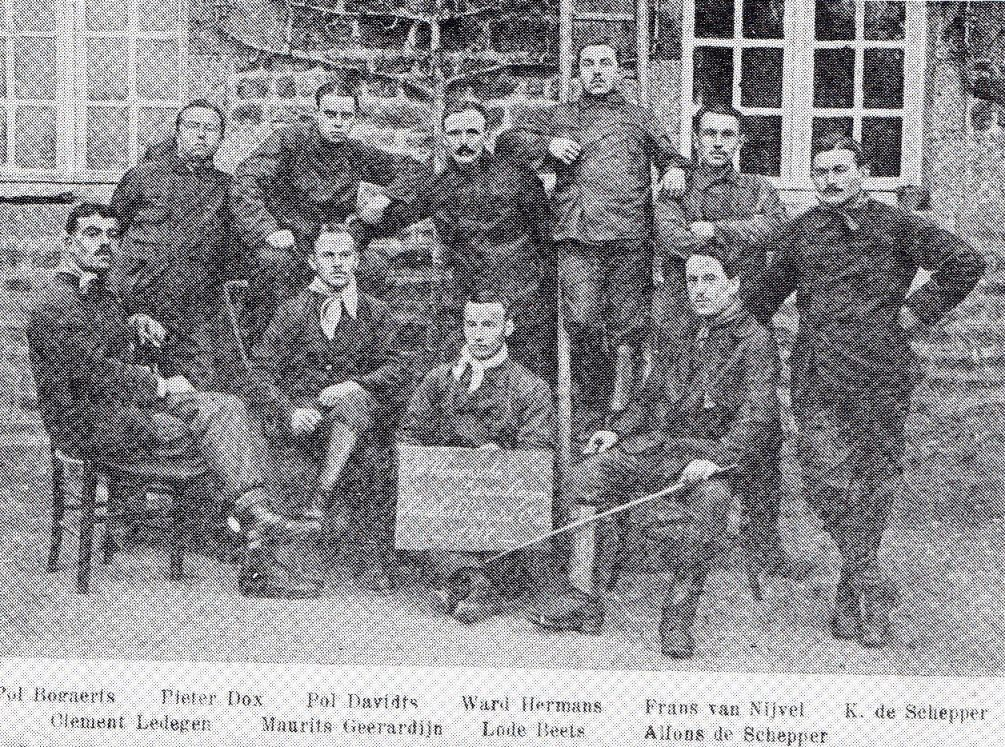
De "Tien Vlaamse houthakkers", Maurits Geerardyn, tweede van links, zittend (Maurits Geerardijn) geschreven.

Maurits Marcel Corneel Geerardyn (Noordschote, 7 februari 1896 – Brugge, 15 maart 1979) was een Belgisch priester en Vlaams activist.

## Levensloop
Geerardyn was de zoon van een West-Vlaamse landbouwer en werd in 1914, tijdens de humaniora, oorlogsvrijwilliger. Aan het front kwam hij onder de invloed van Cyriel Verschaeve en diens radicale geschriften. Hij ontmoette hem en werd zijn secretaris. Hij volgde de houding van Verschaeve in zijn separatisme tussen Vlaanderen en Wallonië en in zijn steun aan het activisme.
Hij werd in augustus 1918 door de geheime legerpolitie gearresteerd en wegens twijfelachtig patriottisme, met negen andere Vlaamse frontsoldaten in een strafkamp in Noord-Frankrijk opgesloten, waar zij in mensonterende omstandigheden als houthakker moesten werken. Deze zogenaamde houthakkers van de Orne kregen daardoor binnen de radicale vleugel van de Vlaamse Beweging (zoals in het studententijdschrift De Vlaamsche Vlagge) een iconische status van martelaren. Het einde van de oorlog betekende niet het einde van de opsluiting. Op 16 maart 1919 werden ze gerepatrieerd en in Oostende in een strafcompagnie tewerkgesteld. Op 21 juli 1919, na een interpellatie van kamerlid Alfons Van de Perre, werd Geerardyn vrijgelaten.
Geerardyn trad binnen in het Brugse seminarie, maar werd in februari 1920 opnieuw gevangengenomen en moest voor de krijgsraad verschijnen, die hem echter in 1921 vrijsprak. Zijn terugkeer in het seminarie werd door de professoren en de seminariestudenten uitbundig gevierd. In 1923 werd hij tot priester gewijd. In 1924 werd hij de vertegenwoordiger van de seminaristen in het hoofdbestuur van het Algemeen Katholiek Vlaams Hoogstudentenverbond. Hij werd naar Leuven gestuurd om er kerkelijk recht te studeren, maar werd er vanwege zijn steun aan het KVHV voortijdig weggestuurd.
Hij richtte in 1925 het weekblad Jong Dietschland op, samen met Victor Leemans, Odiel Spruytte en Leo Dumoulin, en liet zich kennen als een radicale Groot-Nederlander. Tot kapelaan benoemd in Sint-Andries bij Brugge op de nieuw opgerichte parochie Sint-Baafs, kwam hij weldra in conflict met bisschop Gustave Waffelaert, de eerste keer naar aanleiding van de herderlijke brief die het Vlaams-nationalisme (1925) afkeurde en een tweede maal toen hij weigerde de herderlijke brief (1925) op de kansel voor te lezen, waarin het Vlaams-nationalisme scherp werd veroordeeld.
In 1926 schreef hij de anti-Belgisch brochure Het kompas van den Vlaming, gedrukt bij zijn broer, die uitgever was onder de naam Excelsior. In 1928 stichtte hij, samen met priester Robrecht De Smet, de Jong Vlaamsche Gemeenschap. Hij werd in 1929 als kapelaan in Rollegem benoemd en na weinige maanden geschorst omdat hij toegaf Vlaams-nationalist te zijn en weigerde bij verkiezingen de katholieke partij te steunen. Hij verliet weldra de Jong Vlaamsche Gemeenschap (door De Smet omgedoopt in Jong Nederlandsche Gemeenschap) en werd lid van het Verdinaso.
Zijn schorsing als kapelaan bracht mee dat hij in 1930 naar Nederland verhuisde en er leraar werd aan het seminarie van Utrecht. Hij onderhield vriendschapsrelaties met Cyriel Verschaeve en Joris Van Severen. In 1941 promoveerde hij tot kandidaat in de rechten en doctor in de wijsbegeerte aan de Katholieke Universiteit Nijmegen. Hij keerde toen naar België terug, zonder opnieuw een kerkelijk ambt op te nemen.
In Antwerpen gevestigd, stichtte hij een geheim Dietsch Eedverbond, bestaande uit voormalige Verdinasoleden en aanhangers van een Groot-Nederlands credo. Hij was voorstander van een Dietse SS en van de nationaalsocialistische ideologie, terwijl hij zich tegen het VNV verzette, omdat die het Dietse ideaal verwaarloosde en de voorkeur gaf aan collaboratie met de bezetter.
In 1944 werd hij gearresteerd, maar in 1946 buiten vervolging gesteld en vrijgelaten. Tot in 1949 gaf hij les aan het Sint-Lucasinstituut in Brussel. In 1950 vertrok hij naar de Verenigde Staten en werd directeur van een college in Santa Fé (New Mexico).
In 1957 keerde hij naar België terug en werd door bisschop Emiel-Jozef De Smedt weer in de West-Vlaamse clerus opgenomen en tot pastoor benoemd in het dorp Mannekensvere. Zijn Groot-Nederlandse gedachten waren ondertussen gemilderd tot het aanhangen van een federale Benelux-structuur.
Na de pensioenleeftijd verbleef hij in Sint-Michiels bij Brugge, waar hij overleed. Zijn archief werd gedeponeerd in het Letterenhuis, Antwerpen.

## Publicaties
Gepubliceerd onder het pseudoniem M. VAN SCHELVENHOEVE:
- Het Roomsch-Katholiek Vlaamsch nationalisme, 1926.
- Kompas van den Vlaming, 1929
- Das Wesen der flämische Bewegung, in: Schweizerische Monatshefte, 1930.